# Basilio Antonio López
Basilio Antonio López, O.F.M. (Assunção, 1781 - 16 de janeiro de 1859) foi um frei e prelado paraguaio da Igreja Católica, bispo de Santíssima Assunção. 
Ele é o primeiro bispo nascido no Paraguai a assumir a Sé paraguaia e foi o último de dez bispos franciscanos desde a época da conquista.

## Biografia

### Vida inicial
Nascido em Assunção, no bairro Manorá da Recoleta, em 1781, era o irmão mais velho do presidente paraguaio Carlos Antonio López, e portanto, tio do presidente Francisco Solano López. Ingressou cedo na Ordem Franciscana e foi aluno do Colégio Franciscano.
Ele se destacou nos estudos eclesiásticos e recebeu a ordenação diaconal em 19 de abril de 1803 e a ordenação sacerdotal do bispo Nicolás Videla del Pino, em 24 de abril seguinte.

### Presbiterado
Ocupou as cadeiras de teologia, moral e vésperas de cânones no mesmo Colégio Franciscano. Em 1806 foi encarregado da cátedra de arte no convento da Grande de Assunção e mais tarde ocupou a cátedra de moral “por sua virtude, notória literatura e estudo”. Ele era conhecido por sua eloquência no púlpito. Quando o presidente José Gaspar Rodríguez de Francia decretou a exclaustração em 1824 para os religiosos, Basílio estava no convento de Santa Bárbara de Villarrica. Já exclaustrado trabalhou como pároco de Pirayú.

### Episcopado
Foi apresentado por seu irmão para bispo da Santíssima Assunção, sendo confirmado pelo Papa Gregório XVI em 22 de julho de 1844 e consagrado na Catedral do Senhor Bom Jesus de Cuiabá, em 31 de agosto de 1845, por Dom José Antônio dos Reis, bispo de Cuiabá. Fez a entrada solene em 30 de outubro do mesmo ano.
Quando impelido a secularizar, declarou que o fez sob pressão juxta bajonetas (sob a pressão da baioneta), motivo que levou Gregório XVI a reconhecer sua nomeação episcopal como franciscano.
Exerceu seu episcopado sob pressão do Conselho de Curadores imposta por seu próprio irmão mais novo. Apesar de sua saúde muito precária, ele visitou grande parte de sua diocese e administrou o Sacramento da Confirmação a multidões de fiéis. Durante os quatorze anos que durou seu episcopado, ele fez muito pela Igreja. Sua grande preocupação era preencher as vagas de padres em uma época em que o clero era majoritariamente idoso. Soube encontrar uma forma de encorajar as vocações, visitava as paróquias, ordenava muitos sacerdotes e levantava a voz contra a interferência do Estado.
Faleceu em Assunção em 16 de janeiro de 1859.